# Pippa Greenwood
Pippa Greenwood é uma fitopatóloga e jornalista britânica. Ela aparece com frequência no programa de televisão Gardeners' World, da BBC, e tem participado, desde 1994, do painel do Gardeners' Question Time, da BBC Radio 4.
Pippa Greenwood estudou Botânica na Universidade de Durham e possui um grau de Master of Science (MSc) em proteção de colheita pela Universidade de Reading. Por onze anos, ela dirigiu o Departamento de Fitopatologia da Royal Horticultural Society em Wisley.
Pippa Greenwood é autora do livro Gardening Hints & Tips (no Brasil intitulado O Livro Definitivo de Dicas & Sugestões de Jardinagem).